# Piętno śmierci
Piętno śmierci (jap. 生きる Ikiru) – japoński dramat obyczajowy z 1952 roku w reżyserii Akiry Kurosawy. Zdjęcia kręcono w Tokio.

## Opis fabuły
Kanji Watanabe, wdowiec, mężczyzna w średnim wieku jest urzędnikiem magistratu z wieloletnim stażem. To typowy biurokrata, który po wielu latach nienagannej pracy dochrapał się stanowiska szefa sekcji. Jego życie jest szare i monotonne, dzień nie różni się jeden od drugiego. 
Pewnego dnia dowiaduje się, że jest chory na raka żołądka i pozostało mu zaledwie kilka miesięcy życia. Ta straszliwa wiadomość zmusza go do dogłębnego zastanowienia się nad swoim dotychczasowym bytem. Wybiera z konta oszczędności całego życia i postanawia "zaszaleć". Wraz z przygodnie poznanym w jednej z knajp, niespełnionym pisarzem spędza po raz pierwszy w życiu noc poza domem, oddając się rozrywkom nocnego życia wielkiego miasta. Nawiązuje bliską znajomość z jedną ze swoich podwładnych, młodą i piękną Toyo. W zamian za towarzystwo dziewczyny obsypuje ją prezentami, narażając się synowi i synowej. 
Pod wpływem pełnej energii i tryskającej młodością Toyo postanawia jednak dokonać czegoś dobrego i pożytecznego, czegoś będącego zaprzeczeniem jego dotychczasowego życia – sięga po dawno zapomniany projekt utworzenia niedużego parku w dzielnicy biedoty. Pokonując liczne biurokratyczne przeszkody, narażając się przełożonym, a nawet gangsterom pragnącym w miejscu planowanego parku otworzyć restaurację, w końcu doprowadza do realizacji projektu. Nie zważając na coraz bardziej pogarszający się stan zdrowia osobiście odwiedza plac budowy, aby dopilnować inwestycji. 
Gdy w końcu park zostaje uroczyście otwarty, w noc po tym, Watanabe umiera na jednej z parkowych huśtawek, nucąc swój ulubiony szlagier z młodzieńczych lat. Na stypie, jaka ma miejsce w jego domu, koledzy urzędnicy wspominający zmarłego i jego poświęcenie dla budowy parku, zainspirowani przykładem Watanabe, postanawiają solennie zmienić swój dotychczasowy stosunek do załatwianych spraw i od tej pory być rzetelnymi urzędnikami służącymi ludności. Jednak zapewnienia te kończą się wraz z ich powrotem do pracy.

## Role
- Takashi Shimura – Kanji Watanabe
- Nobuo Kaneko – Mitsuo Watanabe (syn Kanji)
- Kyoko Seki – Kauze Watanabe (synowa Kanji)
- Miki Odagiri – Toyo (podwładna Watanabe)
- Kamatari Fujiwara – Ono
- Makoto Kobori – Kiichi Watanabe (brat Kanji)
- Kumeko Urabe – Tatsu Watanabe (zmarła żona Kanji)
- Yoshie Minami – gosposia
- Nobuo Nakamura – zastępca burmistrza
- Minosuke Yamada – Saito
- Haruo Tanaka – Sakai
- Bokuzen Hidari – Obara
- Minoru Chiaki – Noguchi
- Shinichi Himori – Kimura
- Kauzo Abe – urzędnik
- Masao Shimizu – lekarz
- Yunosuke Ito – pisarz
- Ko Kimura – asystent lekarza
- Atsushi Watanabe – pacjent
- Yatsuko Tanami – prostytutka
- Seiji Miyaguchi – gangster
- Daisuke Kato – gangster
- Ichiro Chiba – policjant
- Toranosuke Ogawa – dozorca parkowy
- Akira Tani – starzec w barze

## O filmie
W rankingach prestiżowego, brytyjskiego periodyku filmowego Empire film znalazł się na liście 500 najlepszych filmów wszech czasów (poz. 459) w roku 2008 i 100 najlepszych filmów światowego kina (poz. 44) w roku 2010.